# Heller (motorfiets)
Heller is een Duits historisch merk van motorfietsen.
De bedrijfsnaam was: Heller Motorradfabrik, Nürnberg
Heller was een van de honderden motorfietsmerken die in 1923 op de markt kwamen, maar anders dan de meeste concurrenten richtte het zich niet op goedkope, licht motorfietsjes.
Heller bouwde zware motorfietsen die veel leken op de Helios van de Bayerische Flugzeugwerke en die ook werden aangedreven door dezelfde dwarsgeplaatste 494cc-M2B15-boxermotor. Toen de Bayerische Flugzeugwerke (inmiddels BMW) de BMW R 32 uitbrachten was deze motor niet meer als inbouwmotor leverbaar en moest Heller omzien naar een andere motor. Men kwam uit bij de Fürst Hohenzollernsche Maschinenfabrik in Immendingen, die 339- tot 746cc-zijklep-boxermotoren leverde. Deze fabriek werd echter in 1926 overgenomen door de firma Mehne en beëindigde de levering van inbouwmotoren.
Voor Heller had het niet zoveel zin om om te zien naar weer een andere leverancier. De BMW R 32 had inmiddels aangetoond dat de langsgeplaatste boxermotor veel voordelen bood. Er was geen achterste cilinder meer, waardoor koelproblemen vermeden werden en de langsgeplaatste motor maakte ook asaandrijving mogelijk. Heller beëindigde de productie van motorfietsen.